# リユースプロデュース
リユースプロデュース株式会社は、直営店またはフランチャイズ方式でリユースショップであるビースタイル、ビーキッズなどを全国展開していた、かつて存在した企業である。古本チェーンのブックオフコーポレーションの子会社であった。
ブックオフのノウハウを活かし、コンビニエンスストア並みに明るい店内で、特別な知識がないパートタイマーやアルバイトでも査定可能な簡単な方法で店頭にて買い取り、中古品として販売していた。

## 沿革
- 1999年4月 - ビーキッズの前身である株式会社キッズグッズ（2000年6月に株式会社ビーキッズに商号変更）直営1号店を神奈川県相模原市にある現ブックオフコーポレーションの本社1階にオープン。早稲田大学との共同出資で、大学発ベンチャーとして注目を浴びる。当時学生であった小林成樹が代表取締役に就任[1]。
- 2000年1月 - ビースポーツ直営1号店として16号相模原由野台店をオープン。
- 2000年4月 - 株式会社ビースタイル（後のリユースプロデュース株式会社）を設立。ビースタイル直営1号店を大井町「阪急デイリーショッパーズ」内にオープン。
- 2001年9月 - ビーライフ直営1号店を「ビーグループ多摩永山店」（現・ブックオフ中古劇場多摩永山館）内にオープン。
- 2002年5月 - リサイクルプロデュース株式会社に社名変更。
- 2002年10月 - ブックオフコーポレーションよりビーキッズ・ビースポーツなどの計23店舗につき営業譲渡を受ける。
- 2004年4月 - ブックオフコーポレーションよりビーセレクト4店舗につき営業譲渡を受ける。
- 2005年7月 - リユースプロデュース株式会社に社名変更。
- 2006年11月 - ペットグッズオフ直営1号店をブックオフ中古劇場国道1号多摩川大橋館内にオープン。
- 2007年4月 - ビーホビー直営1号店をブックオフ中古劇場多摩永山館内にオープン。ビンゴ直営1号店として自由が丘店をオープン。
- 2010年4月1日 - 株式会社ブックオフコーポレーションに吸収合併され、解散。

## 展開店舗
2008年8月末現在
- ビースタイル - 婦人服部門。全国に31店舗があり、婦人服や靴、バッグなどの婦人小物をリユース販売している。
- ビーキッズ - キッズ・ベビー用品部門。全国に27店舗があり、子供服、靴、ベビーカーや育児書などをリユース販売している。
- ビースポーツ  - スポーツ用品部門。全国に25店舗があり、スポーツ用品だけでなく、カジュアル古着も売ることが出来る。
- ビーセレクト  - アクセサリー部門。全国に14店舗があり、貴金属、宝石、アクセサリー、腕時計などが対象となっている。
- ビーライフ - 雑貨・ギフト部門。全国に7店舗があり、家庭用品、小物、ギフト用品や楽器も売ることができる。
- ビーホビー - ホビー用品部門。全国に5店舗があり、フィギュアやプラモデル、鉄道模型などが対象となる。
- ビンゴ - 輸入メンズ古着・雑貨部門。全国に5店舗。
- ビーズベイシック - ファッション雑貨・インテリア部門。全国に3店舗。

## 関連書籍
- 小林成樹「挑戦　何が起業の成否を分けるのか」（2000年）- キッズグッズ（ビーキッズの前身）産みの親である小林成樹の成功と苦悩を描く　ISBN 4-478-37297-7